# Psychotria cuernosensis
Psychotria cuernosensis är en måreväxtart som beskrevs av Adolph Daniel Edward Elmer. Psychotria cuernosensis ingår i släktet Psychotria och familjen måreväxter. Inga underarter finns listade i Catalogue of Life.